# مجلس الدولة في الإمبراطورية العثمانية

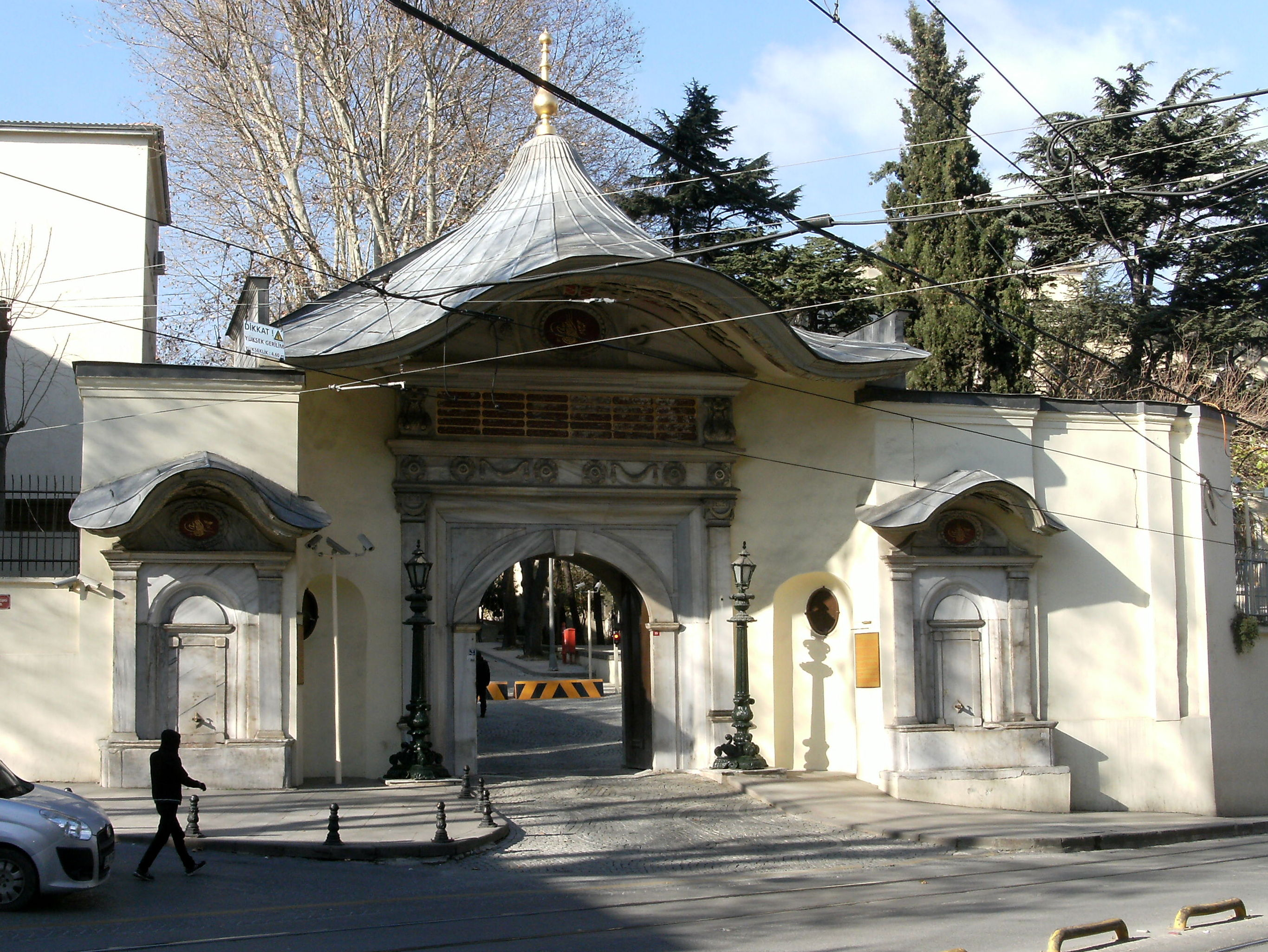
المبنى العثماني في إسطنبول

مجلس الدولة في الإمبراطورية العثمانية(مجلس الإمبراطورية العثمانية)، هو الجمعية التي تتكون من شيخ الإسلام ووزراء الصدر الأعظم، التي تتخذ القرارات بشأن السياسات الداخلية والخارجية للدولة والأعمال المهمة، وهو أعلى مؤسسة سياسية وإدارية في الإمبراطورية العثمانية.

## التاريخ
مجلس الدولة في البداية كان اجتماعًا غير رسمي لكبار الوزراء يرأسه السلطان العثماني شخصيًا، وفي منتصف القرن الخامس عشر أصبح تكوين المجلس ووظيفته منظمين بشكل رسمي، الوزير أصبح نائب السلطان كرئيس للحكومة، تولى دور رئاسة المجلس، الذي يضم أيضًا الوزراء الآخرين المكلفين بالشؤون العسكرية والسياسية، والقضاة، والعسكريون والمسؤولون عن الشؤون المالية، وكاتب القصر، ولاحقًا ضم مسميات اخرى.

## الاجتماعات

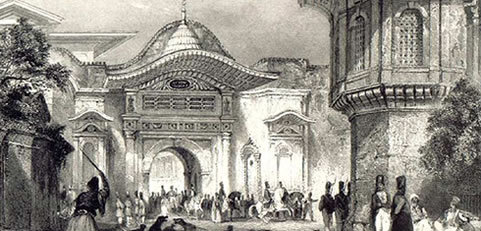
الباب العالي في الإمبراطورية العثمانية

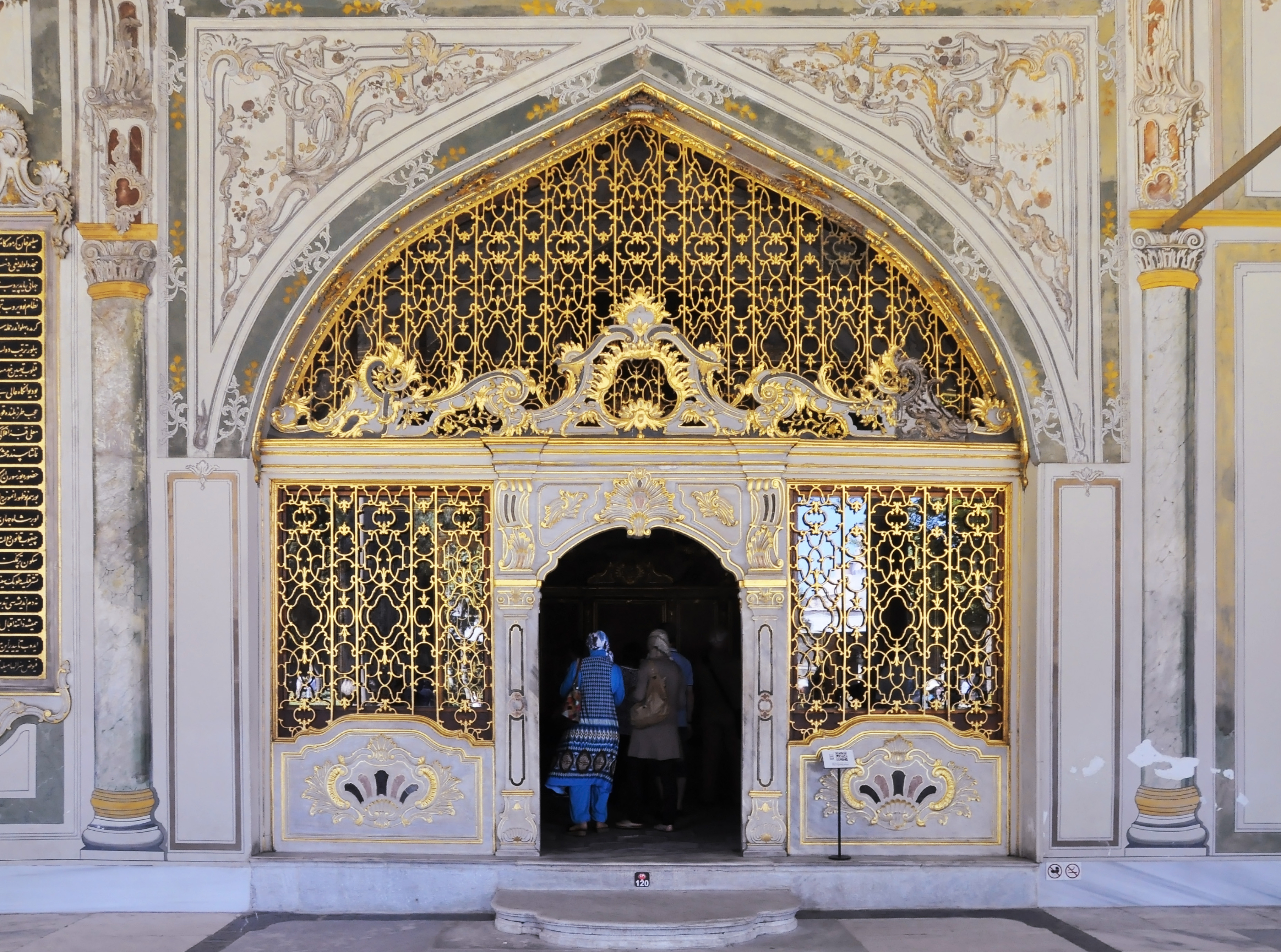
باب المجلس الإمبراطوري العثماني

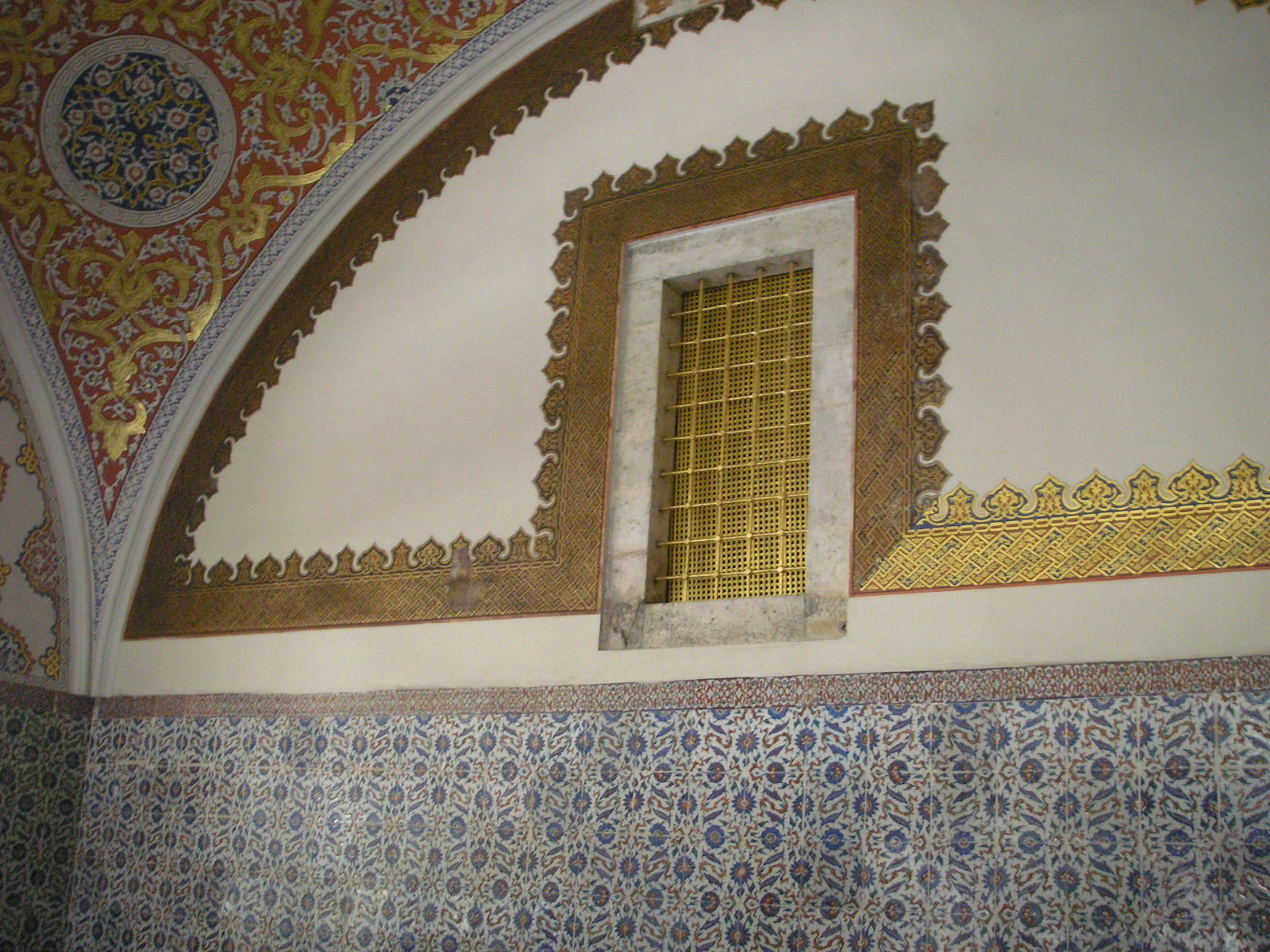
النافذة المغطاة التي كان السلطان يراقب من خلالها المجلس الإمبراطوري

مقر اجتماع المجلس في مبنى مخصص في الفناء الثاني لقصر توباكي، يوميًا في البداية، ثم لمدة أربعة أيام في الأسبوع بحلول القرن السادس عشر، وشملت الصلاحيات جميع شؤون حكم الإمبراطورية.
صياغة الوثائق المناسبة وحفظ السجلات، ظل المجلس الإمبراطوري هو الجهاز التنفيذي الرئيسي للدولة العثمانية حتى منتصف القرن السابع عشر، وبعد ذلك فقد معظم سلطته لصالح مكتب الصدر الأعظم، ومع إصلاحات التنظيمات في أوائل القرن التاسع عشر، خلفتها في النهاية حكومة على النمط الغربي.

## الوظيفة
في الأصل، ربما كان المجلس الإمبراطوري هيئة استشارية غير رسمية لكبار رجال الدولة، ولكنه كان يعمل أيضًا كمحكمة قانونية.
في القرن الرابع عشر وحتى منتصف القرن الخامس عشر، كان الرئيس السلطان شخصيا.
كانت الاجتماعات في كثير من الأحيان شؤونًا عامة أو شبه عامة يظهر فيها السلطان محاطًا بكبار مستشاريه ويستمع إلى تظلمات رعاياه ويقيم العدالة ويقوم بالتعيينات في المناصب العامة.

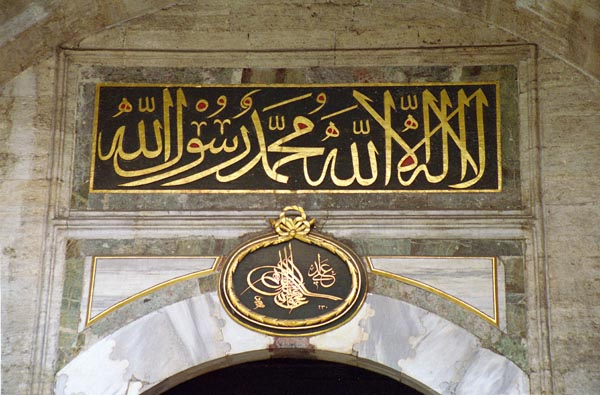
الشهادة

في حالة الفترة الفاصلة بين وفاة السلطان ووصول خليفته من الولايات، كان المجلس يعقده كبار المستشارين بمفردهم.

## الأعضاء
أصبح الأعضاء الرئيسيون في المجلس:
- الوزراء، المسؤولون عن الشؤون السياسية والعسكرية، ويمكن أيضًا إرسالهم في حملة، إما تحت قيادة السلطان أو الصدر الأعظم، أو كقادة أنفسهم، عددهم في الأصل ثلاثة، ولكن تم رفع هذا العدد إلى أربعة في منتصف القرن السادس عشر، وخمسة في 1566، وسبعة في 1570/1. وصل عددهم إلى أحد عشر في عام 1642، ولكن بحلول هذا الوقت كان لقب الوزير أيضًا يحمله كبار حكام المقاطعات الذين لم يحضروا المجلس.

- تم تعيين الوزراء الذين لهم حق حضور المجلس "وزراء القبة" من القبة التي تعلو غرفة المجلس في الديوان.

- القضاة العسكريون المسؤولون عن المسائل القانونية.

- أمناء الخزانة في الأصل صاحب منصب واحد، زاد عددهم إلى اثنين بحلول 1526وأربعة من 1578.

- المستشار، ربما يكون أحد أقدم المكاتب، كان في الأصل الشخص الذي رسم ختم السلطان على الوثائق لجعلها رسمية. أصبح رئيسًا لأمانة الحكومة الآخذة في التوسع، حيث أشرف على إنتاج الوثائق الرسمية.[7]

## الديوان الرئيسي
- إشراف رئيس الكتاب أعضاء المجلس، في إعداد المواد لجلساته، وحفظ سجلات قراراته وإنشاء الوثائق اللازمة. نظرًا لأن واجباتهم تضمنت صياغة مراسلات الدولة مع القوى الأخرى، حيث كان السلاطين حتى أوائل القرن السادس عشر يتواصلون مع الحكام الأجانب بلغتهم الخاصة.

- الفروع الرئيسية لخدمة السكرتاريا.

- الديوان الرئيسي ورئيس الكتاب هو المسؤول عن صياغة ونشر جميع المراسيم الإمبراطورية أو المراسيم المتعلقة بجميع القضايا باستثناء المسائل المالية، والاحتفاظ بأرشيف للنسخ الأصلية لجميع القوانين واللوائح بالإضافة إلى المعاهدات أو الوثائق الأخرى المتعلقة بالعلاقات، مع الدول أخرى.

- مسؤول تعيينات جميع المسؤولين المدنيين أو العسكريين أو الدينيين.

- مكاتب رئيس التشريفات ومؤرخ المحكمة الرسمي الذي احتفظ بسجلات الاحتفالات والتاريخ.

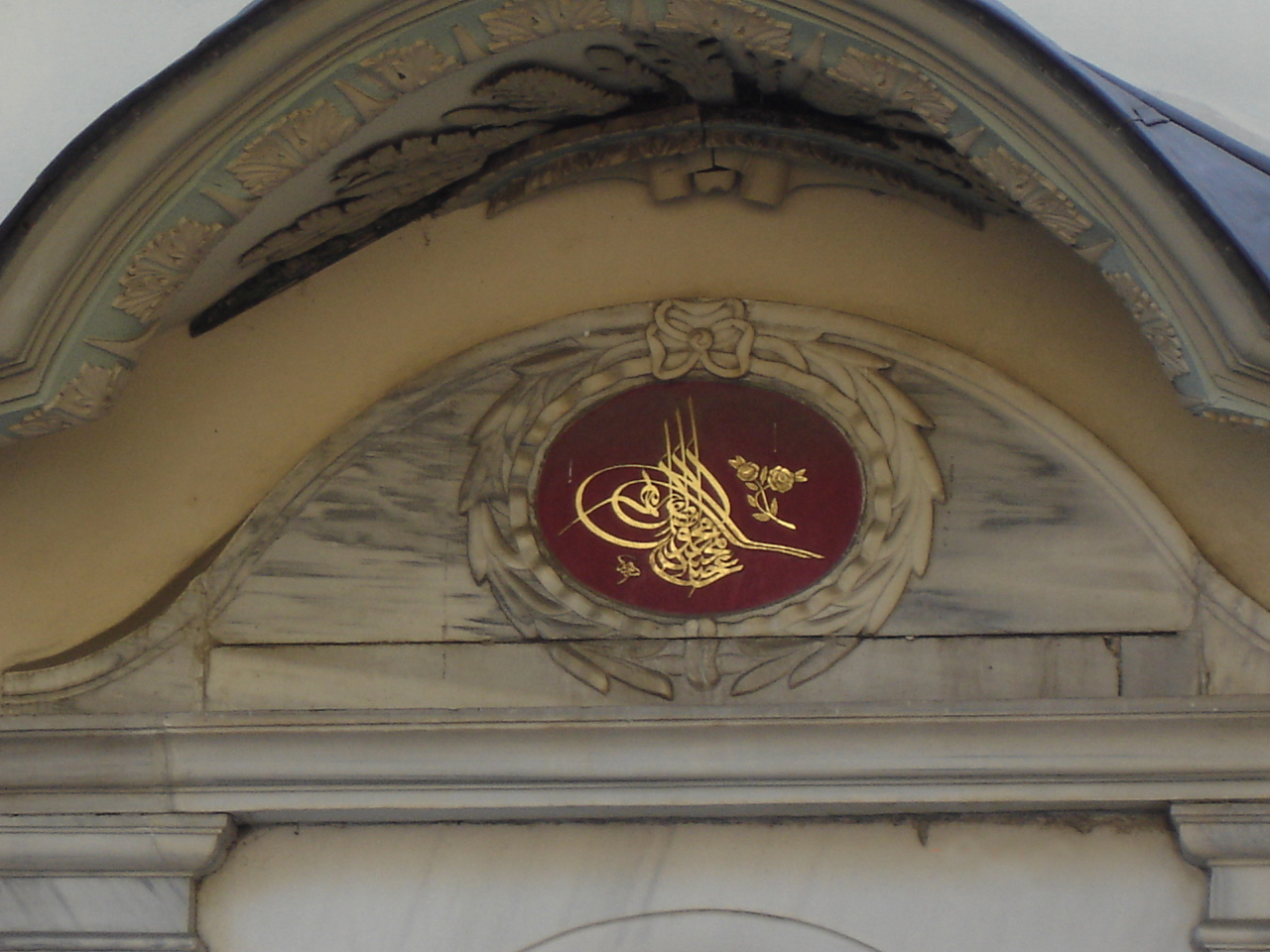
شعار العثماني

- شعار العثماني إضافة لذلك رئيس أركان، يرأس إدارة تسيير الشؤون الخارجية، وكذلك عن الاتصال بين مختلف الإدارات الحكومية والقصر. [8]